# 岡野美憂
岡野 美憂（おかの みゆう、1981年7月20日 - ）は、日本のAV女優。

## 出演作品
- 『性域なきモザイク改革 体感ファック・芽生え』（2000年11月29日・桃太郎）
- 『学校の猥談』（2001年8月9日・桃太郎）
- 『素人女子校生大征服4』（2001年9月15日・ネクストイレブン）
- 『女子校生LIFE』（2001年9月16日・シャイ企画）
- 『幼妻縄不倫 奥さまは19才』（2001年9月28日・シネマジック）
- 『美憂変態しました』（2002年3月8日・泰成）
- 『Virgin Check 3 裸の履歴書』（2002年3月15日・ネクストイレブン）
- 『ウブマニア VOL.5』（2002年3月17日・冒険ゴリラ/九鬼）
- 『girl[s]』（2002年3月21日・V&Rプランニング）
- 『いじめられっ子7』（2002年3月22日・ワイルドサイド）
- 『聖水露出5』（2002年4月15日・ネクストイレブン）
- 『100 PERCENT MIYU OKANO』（2002年５月24日・タカラ映像）
- 『わかめ白書』（2002年5月30日・アトラス21）
- 『少女いたずら なんでもしてあげる』（2002年5月31日・タカラ映像）
- 『青い性欲 岡野美憂』（2002年6月6日・ドグマ）
- 『変態ラブミニ娘』（2002年6月21日・さくら）
- 『50人騎乗位』（2002年6月21日・忠実堂）
- 『ちっちゃな妹』（2002年6月29日・マガンダ）
- 『ロリータザーメン LOLITA SEMEN』（2002年7月19日・SOD）
- 『女子校生日記(8)』（2002年7月20日・マガンダ）
- 『温泉デート』（2002年7月26日・ロイヤル・アート）
- 『美少女緊縛ドラマ Mの刻印5 トラワレ少女』（2002年8月4日・SOD）
- 『マニアの撮録 微少女』（2002年8月25日・パジェント）
- 『強制フェラ奴隷』（2002年9月6日・SOD）
- 『ロリッ娘痴女 みゆ＆みづき』（2002年9月25日・パジェント）
- 『恥じらい』（2002年9月27日・アトラス21）
- 『Cutie Doll』（2002年9月30日・アトラス21）
- 『ADハルナの接吻バトルロワイアル』（2002年10月5日・忠実堂）
- 『超・美少女接吻 Disc.2』（2002年10月19日・忠実堂）
- 『THE 「声」ガマン　萩原さやか・岡野美憂』（2002年10月19日・SOD）
- 『腋毛 耳糞 へそのゴマ ニキビ 鼻の脂取り』（2002年11月4日・SOD）
- 『義妹を調教しよう』（2003年1月31日・マルクス兄弟）
- 『after school story! Miyu Okano』（2003年7月13日・オーロラプロジェクト）
- 『学校の猥談 again2』（2003年11月28日・桃太郎）
- 『露出美憂』（2003年12月21日・マルコト）
- 『龍蛇の緊縛慕情21 女子高生緊縛浮遊』（2004・月光）
- 『撮影現場からGET!!2』（2004年3月12日・桃太郎）
- 『素桃5 またまたひわい...』（2004年3月12日・桃太郎）
- 『女衒 荷物たちの卒業』（2004年3月19日・桃太郎）
- 『NO.1美女軍団 ミニスカ輪姦る大捜査線』（2004年4月3日・アイエナジー）
- 『上半身医療プレイ「私、乳首が感じるんです。」』（2004年6月25日・エムズファクトリー）

他多数出演

### その他
- 美少女緊縛志願 岡野美憂
- 聖露出VOL.7B
- 幼恥美憂
- 美少女緊縛～秘密のアルバム
- MARUGORO.MIYU + FRIEND SAYAKA （channel-v、MAL-01、80min）　他出演：竹内さやか
- 芽生え2なみちゃん
- 龍縛監禁凌辱（8） 長谷川瞳・岡野美憂
- いたずらクリーム
- 青い性欲 ディレクターズ・ロングバージョン完全版岡野美憂
- 体感ファックif・・・5岡野美憂
- ロリっ娘総集編セーラー編 II
- はめパラ No.2
- ロリっ娘美少女改造計画 ~悪戯されたロリっ娘の体験
- GOLDEN LUCKY !!04 葉山美湖・琴野まゆ・岡野美憂
- 義妹の部屋 2 星野桃・岡野美憂・加山由衣
- 体罰ビンタ2　アロマ
- love friends 3 和見あい・本島純子・上戸夏

他多数出演